# De verschrikkelijke man uit Säffle (roman)
De verschrikkelijke man uit Säffle (Zweeds: "Den vedervärdige mannen från Säffle!") is een roman van het Zweedse schrijverspaar Sjöwall & Wahlöö. De in 1971 uitgegeven roman is het zevende deel van een serie van tien politieromans waarin inspecteur Martin Beck de hoofdrol speelt.

## Het verhaal
Een oud-hoofdinspecteur van politie, die meer als een militair dan als politieman te werk ging, wordt in een ziekenhuis vermoord. Hij was hard, voor zichzelf en voor anderen. Door zijn hardheid had hij het leven van een man stuk gemaakt en deze neemt wraak.

## Personages
Dit is het laatste verhaal waarin Lennard Kollberg actief als politieman meedoet. De kleding van Gunvald Larsson wordt weer eens bezoedeld, maar verder gebeurt er weinig in de levens van de hoofdrolspelers, behalve in dat van Martin Beck zelf; hij komt niet ongeschonden uit de strijd.

## Nederlandse vertaling
De Nederlandse vertaling van Froukje Hoekstra verscheen in 1971 met een omslag van Dick Bruna in de serie Zwarte Beertjes.

## Verfilming
In 1976 werd het boek verfilmd door Bo Widerberg onder de titel Mannen på taket, met Carl-Gustaf Lindstedt in de rol van commissaris Beck.